# Paquita Delgado
Paquita Delgado Sanchez (...) è una modella spagnola, eletta Miss Spagna nel 1967.
La Delgado fu incoronata Miss Spagna a Palma di Maiorca, e nel corso dello stesso anno ebbe modo di partecipare a Miss Universo, classificandosi fra le quindici semifinaliste. Il concorso fu poi vinto dalla statunitense Sylvia Hitchcock. L'anno seguente partecipò a Miss Europa, che invece fu vinto dalla francese Maria Dornier.